# Valence-sur-Baïse
Valence-sur-Baïse là một xã trong vùng Occitanie, thuộc tỉnh Gers, quận Condom, tổng Valence-sur-Baïse. Tọa độ địa lý của xã là 43° 52' vĩ độ bắc, 00° 22' kinh độ đông. Valence-sur-Baïse nằm trên độ cao trung bình là 40 mét trên mực nước biển, có điểm thấp nhất là 22 mét và điểm cao nhất là 143 mét. Xã có diện tích 27,6 km², dân số vào thời điểm 1999 là 1151 người; mật độ dân số là 42 người/km².

## Thông tin nhân khẩu
| 1962 | 1968 | 1975 | 1982 | 1990 | 1999 |
| ---- | ---- | ---- | ---- | ---- | ---- |
| 1176 | 1229 | 1256 | 1216 | 1157 | 1151 |

## Địa điểm tham quan
- Nhà thờ từ thế kỉ 16
- Tu viện Flaran